# Landesregierung und Stadtsenat Zilk I
Landesregierung und Stadtsenat Zilk I war die Bezeichnung für die Wiener Landesregierung und den Wiener Stadtsenat unter Bürgermeister und Landeshauptmann Helmut Zilk zwischen 1984 und 1987. Die Landesregierung Zilk I amtierte vom Rücktritt von Leopold Gratz und der Angelobung Helmut Zilks als Bürgermeister am 10. September 1984 bis zur Angelobung der Regierung Zilk II am 9. Dezember 1987.
Mit dem Rückzug von Leopold Gratz zogen sich auch die langjährigen Stadträte Gertrude Fröhlich-Sandner und Peter Schieder aus der Landesregierung zurück. Zum neuen Bürgermeister wurde Helmut Zilk gewählt, als Stadträte rückten Helmut Braun und Ingrid Smejkal nach. Während der Amtszeit der Regierung starb Jörg Mauthe am 29. Jänner 1986; Roman Rautner schied 1986 aus gesundheitlichen Gründen aus der Regierung aus. Ihm folgte Rudolf Edlinger nach.

## Regierungszusammensetzung (Stand: 1985)
| Amt                                                                           | Name               | Partei | Ressorts                                              |
| ----------------------------------------------------------------------------- | ------------------ | ------ | ----------------------------------------------------- |
| Landeshauptmann Bürgermeister                                                 | Helmut Zilk        | SPÖ    |                                                       |
| 1. Landeshauptmann-Stellvertreter 1. Vizebürgermeister Amtsführender Stadtrat | Hans Mayr          | SPÖ    | Finanzen und Wirtschaftspolitik                       |
| 2. Landeshauptmann-Stellvertreter 2. Vizebürgermeister Stadtrat               | Erhard Busek       | ÖVP    | ohne Ressort                                          |
| Amtsführende Stadträtin                                                       | Friederike Seidl   | SPÖ    | Personal, Rechtsangelegenheiten und Konsumentenschutz |
| Amtsführende Stadträtin                                                       | Ingrid Smejkal     | SPÖ    | Bildung, Jugend und Familie                           |
| Amtsführender Stadtrat                                                        | Franz Mrkvicka     | SPÖ    | Kultur und Sport                                      |
| Amtsführender Stadtrat                                                        | Alois Stacher      | SPÖ    | Gesundheit und Soziales                               |
| Amtsführender Stadtrat                                                        | Fritz Hofmann      | SPÖ    | Stadtentwicklung und Stadterneuerung                  |
| Amtsführender Stadtrat                                                        | Helmut Braun       | SPÖ    | Umwelt und Bürgerdienst                               |
| Amtsführender Stadtrat                                                        | Roman Rautner      | SPÖ    | Bauten (bis 1986)                                     |
| Amtsführender Stadtrat                                                        | Rudolf Edlinger    | SPÖ    | Bauten (ab 1986)                                      |
| Amtsführende Stadtrat                                                         | Johann Hatzl       | SPÖ    | Verkehr und Energie                                   |
| Stadtrat                                                                      | Anton Fürst        | ÖVP    | ohne Ressort                                          |
| Stadträtin                                                                    | Maria Hampel-Fuchs | ÖVP    | ohne Ressort                                          |
| Stadtrat                                                                      | Jörg Mauthe        | ÖVP    | ohne Ressort, † 29. Jänner 1986                       |
| Stadtrat                                                                      | Wilhelm Neusser    | ÖVP    | ohne Ressort                                          |